# Balmazújvárosi FC
A Balmazújvárosi FC Balmazújváros első számú férfi felnőtt labdarúgócsapata. 2011-es megalakulásakor a Magyar másodosztályú labdarúgó-bajnokság indulója volt, ahonnan hat szép esztendőt követően feljutott a Nemzeti Bajnokság első osztályába. Bár a 2017-2018. évi OTP Bank Liga NB I utolsó fordulójáig nyitott volt az egyik kieső kérdése, végül az újonc Balmazújváros esett ki kevesebb győzelmének köszönhetően, így egy szezont töltött az első osztályban. A következő évet a Nemzeti Bajnokság másodosztályában folytatta az erősen átalakult együttes, ahol először az újabb tagság megőrzése okozott fejfájást, ám ezt sikerült megőrizni, de végül 2019. augusztus 29-én pénzügyi problémák miatt megvonta az MLSZ a licencet és kizárta a NBII-ből az együttest. Jelenleg a Hajdú-Bihar vármegyei labdarúgó-bajnokság első osztályában szerepelnek.

## Játékoskeret[1]
Utolsó módosítás: 2025. augusztus 21.
| #  |     | Poszt | Név                  |
| -- | --- | ----- | -------------------- |
| 1  | HUN | K     | Ferenczi József Máté |
| 4  | HUN | V     | Rákos Balázs         |
| 7  | HUN | CS    | Veres Zoltán         |
| 8  | HUN | CS    | Nagy László          |
| 12 | HUN | K     | Csorvás Tamás        |
| 13 | HUN | KP    | Gém Balázs           |
| 14 | HUN | V     | Linzenbold Zsolt     |
| 15 | HUN | V     | Balla Bence Máté     |
| 16 | HUN | KP    | Somogyi Sándor       |
| 19 | HUN | CS    | Siket Patrik József  |
| 20 | HUN | KP    | Szegedi Bertalan     |

| #  |     | Poszt | Név                    |
| -- | --- | ----- | ---------------------- |
| 22 | HUN | V     | Galla Patrik Balázs    |
| 23 | HUN | CS    | Kocsis János           |
| 24 | HUN | KP    | Csiszár Szabolcs       |
| 26 | HUN | CS    | Harangi Norbert        |
| 27 | HUN | CS    | Drobina Martin Dominik |
| 40 | HUN | KP    | Domonkos Szabolcs      |
| 71 | HUN | CS    | Nagy Tamás             |
| 77 | HUN | CS    | Kovács Benedek         |
| 99 | HUN | V     | Csatári Dávid          |
|    | HUN | K     | Bodnár Máté            |
|    | HUN | KP    | Láda István            |

## Szakmai stáb[2]
| Kinevezés  | Ország | Név          |
| ---------- | ------ | ------------ |
| Vezetőedző | HUN    | Kerek Balázs |

## Története
Balmazújváros első futballklubja 1912-ben alakult Balmazújvárosi Sport Club néven, az azóta eltelt időszakban egy időre TSZ SE-re, majd újra BSC-re változott az elnevezése, mely csapat szerepelt az NB II-ben.
1996 után alakult Balmazújvárosi Football Club nevű egyesületté, amely a mai napig is működik, jelenleg az utánpótlás csapatok szerepelnek itt.
A vezetőség 2011-ben úgy döntött, hogy a stabil harmadosztályú együttes szintjét fentebb kívánja emelni, így az akkor, anyagi problémákkal küzdő Bőcs Sport Kft. jogán a 2011–2012-es bajnoki évadra a Ness Hungary NB II – Keleti csoportjában indult, immáron mint Balmazújváros Sport Kft. A sportszervezet 100%-ig a Balmazújvárosi Közös Önkormányzati Hivatal tulajdona.
A csapat a 2012–2013-as bajnokságot már Balmaz Kamilla Gyógyfürdő néven kezdte, ezzel is népszerűsítve a városban újonnan megépült Kamilla Gyógy-, Termál- és Strandfürdőt.
2016. július 22-én az új stadionja avatómérkőzésén 3–1-re legyőzte az olasz élvonalbeli Palermo csapatát.
A 2016–2017-es másodosztályú bajnokságot a második helyen zárták és ezzel történetük során először feljutottak az élvonalba.
A 2017–2018-as bajnokságban a Horváth Ferenc vezette Balmazújváros újoncként az egész szezonban a bennmaradásért harcolt, az utolsó fordulóban hazai pályán 3–3-as döntetlent játszottak a Ferencvárossal, de ez sem volt elég, a csapat 11. lett és kiesett a másodosztályba.
A 2019-2020-as másodosztályú bajnokság során a licenszadó bizottságtól első és másodfokon sem kapott rajtengedélyt, így 2019. augusztus 29-én hivatalosan is kizárták a csapatot az NB II küzdelmeiből.

## Híres labdarúgók
* a félkövérrel írt játékosok rendelkeznek felnőtt válogatottsággal
| - Farkas Balázs - Rudolf Gergely - Sigér Dávid - Verpecz István - Bacsana Arabuli | - Irakli Maiszuradze - Shindagoridze Lasha - Mario Mijatovic - Tomislav Pavličić - Ante Batarelo | - Božidar Radošević - Igor Gal - Eke Uzoma - Rus Adrián - Nemanja Andrić | - Viktor Viktorovics Rjasko - Mihajlo Viktorovics Rjasko - Jurij Volodimirovics Csonka - Habovda Yuriy |

## Külső hivatkozások
- A Balmazújvárosi FC hivatalos weboldala